# LK I
Leichter Kampfwagen I (slovensko: lahko oboroženo vozilo) je bil nemški prototipni tank prve svetovne vojne. 

## Zgodovina
Dizajn za tovrstne tanke je naredil Joseph Vollmer. Zgledoval se je po britanskemu tanku Medium Mark A Whippet. Tank ima tako kot tank Medium Mark A Whippet kupolo na zadnjem delu tanka, na vrhu pa vrtljivo kupolo z mitraljezom 7.92 mm. To je prvi nemški tank z vrtljivo kupolo. Tank so imeli namen množično izdelovati. Naročenih je bilo 800 tankov, vendar zaradi pomanjkanja surovin in številnih porazov, ta tank ni prišel v serijsko proizvodnjo. Narejeni so bili le prototipi v tovarni Daimler.  